# Pinacle (architecture)
Pour les articles homonymes, voir Pinacle.
Pour l’article ayant un titre homophone, voir Pinnacles.

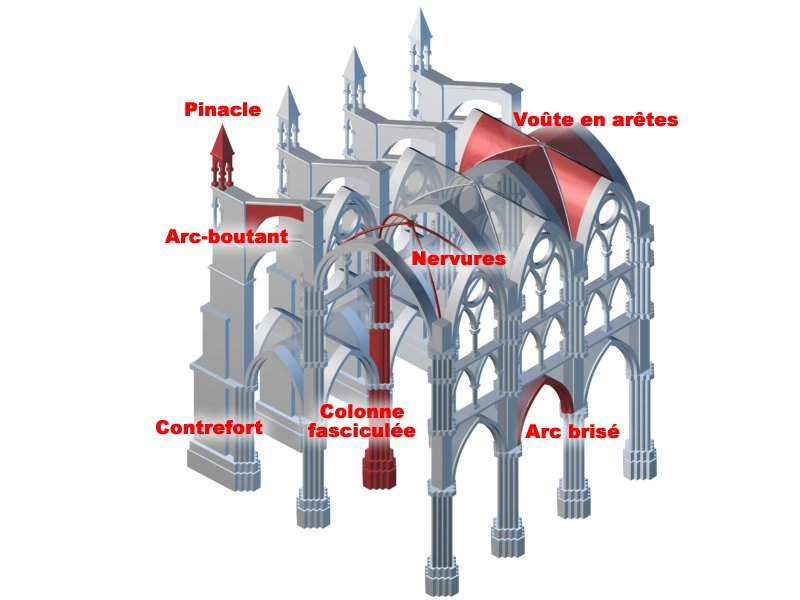
Quelques termes d'architecture.

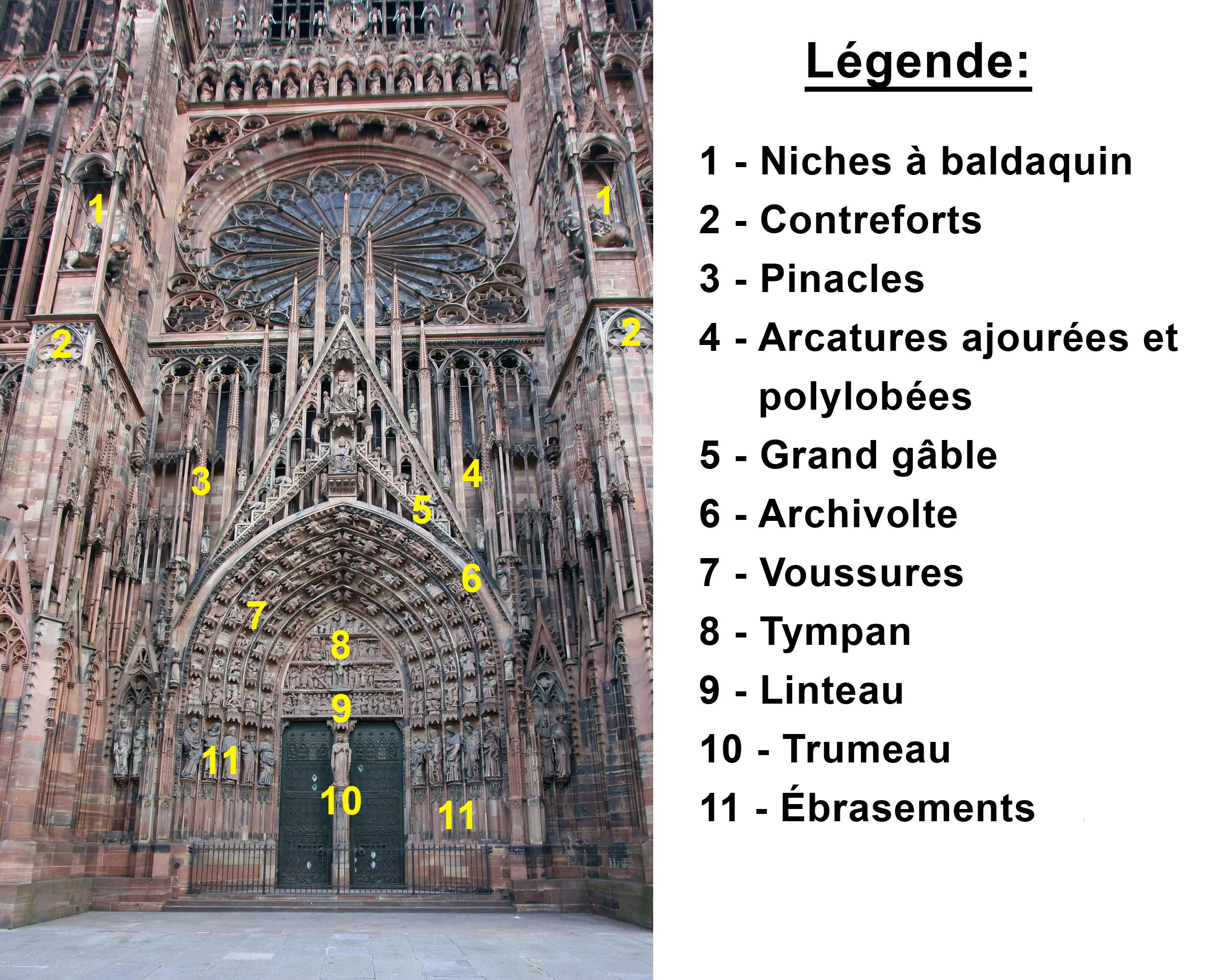
Portail gothique légendé, cathédrale de Strasbourg.

Le pinacle (du latin pinnaculum, « faîte », de pinna, « créneau ») est, historiquement, la partie la plus élevée d'un édifice (synonyme de faîte). Par exemple, dans la Bible, le « pinacle du Temple » est le faîte du Temple de Jérusalem. Ce terme est aussi employé en géologie et avec un sens figuré.

## Architecture gothique
Dans l'architecture gothique le pinacle est un ouvrage en plomb ou en pierre, de forme pyramidale ou conique (forme de clocheton plus ou moins ouvragé), souvent ajouré et orné de fleurons, servant de couronnement à un contrefort, un pilier, un pignon, un fronton, un gable. Décoratif, il contribue aussi à la stabilité structurelle générale. Il ajoute ainsi son poids à celui du haut du contrefort qui retient la poussée de l'arc-boutant et permet d'éviter le glissement (latéral vers l'extérieur) des pierres de taille au voisinage de cet endroit critique. Enfin, c'est également un élément d'amortissement.
En peinture gothique, les retables, utilisant des éléments décoratifs architectoniques, placent des pinacles (triangulaires), espaces peints au-dessus du panneau central.

## Sens figurés
Au figuré, le pinacle est le sommet. « Porter quelqu'un au pinacle » signifie « le porter aux nues ». À l'inverse « tomber du pinacle » revient à être déchu ou rétrogradé.
Par extension de sens, un pinacle est un terme général utilisé pour désigner un piton rocheux en forme de pilier ou d'aiguille.